# I.Q
I.Q（アイキュー）は、ソニー・コンピュータエンタテインメントから発売されたアクションパズルゲーム。またそのシリーズの総称。原案は佐藤雅彦。I.Qは「Intelligent Qube」（インテリジェントキューブ）の略で、知能指数とは関係ないという（ただし「キューブ」の綴りは本来、「Qube」ではなく「Cube」である）。ヨーロッパにおいては、I.QではなくKURUSHIというタイトルで発売している。

## 概要とルール
『I.Q』はプレイヤーが思考と反射神経を駆使し、奥から迫りくる複数のキューブを次々と捕獲していくゲームである。プレイヤーは、ステージごとに決められた四角いマスが広がるフィールド上で、奥から迫りくる複数のキューブ（これを問題という）に立ち向かう。マーキングとその解除という操作を繰り返し、なるべく少ない手数でキューブを消して問題をクリアすることがこのゲームの目的である。

### 捕獲
- プレイヤーはフィールドの移動と、床へのマーキング、およびマーキング解除という操作をすることができる。プレイヤーの立っているマスの位置では、足下に青いマーキングを設置することができ、マーキングをしたマスの上にキューブが乗ったときマーキングを解除する（その際、マーキングは赤く染まる）ことで、そのキューブを地面に沈めることができる。これを捕獲という。
  - 通常、マーキング後に再度マーキングすると、直前のマーキングは消失する。ただし、マーキングを解除した際の赤は、マーキング設置時の青とは別としてカウントされるため、解除直後にマーキング設置および即時追加解除が可能。
- キューブには、ステージと同じ色をしたノーマルキューブ、緑色のアドバンテージキューブ、黒いフォービドゥンキューブの3種類があり、フォービドゥンキューブ以外のキューブをステージ外に落下させずにすべて捕獲しなければならない。
- アドバンテージキューブは、捕獲するとフィールド上に緑色のマークが残る。その状態で指定されたボタンを押すと、そのマークを中心とした3×3マス（アドバンテージゾーン）に爆発を起こすことができ、エリア上にあるキューブをすべて捕獲することができる。アドバンテージゾーンの範囲内にマーキングしていた場合、マーキングした箇所以外のキューブを捕獲することができるというテクニックがある。問題クリア時に緑のマークが残っていた場合、次の問題に繰り越して使用できる（問題によっては規定内の歩数に収めるために必要となる）。
- フォービドゥンキューブは捕獲してはならないキューブで、フィールド外に流す必要がある。捕獲すると、ペナルティとして1個につき1行フィールドが崩壊してしまう。得点も加算されない。

### ミスとゲームオーバー
- プレイヤーが迫りくるキューブに踏みつぶされた場合、その時点で残っていたすべてのキューブが強制的にフィールド外に早送りで流されてしまう。
  - 『I.Q Intelligent Qube』『I.Q.FINAL』では、その後に問題用のキューブが残っていた場合、画面中央に「Again!」と表示されて再び同じ問題が現れる。
- ステージごとに灰色の「ブロックメーター」が存在する。
  - ノーマルキューブ、アドバンテージキューブを捕獲できずにフィールド外に落下させてしまった場合、ステージの列と同じ個数分につきステージが1行崩落する。落下させたキューブの個数はブロックメーターとして表示され、全て赤く点灯した際にもう1個落下するとステージが崩落する。
  - プレイヤーがキューブに踏みつぶされた場合に限り、フォービドゥンキューブもカウント対象になる。
  - 踏みつぶされた直後もプレイヤーの操作は可能であり、高速移動するキューブをうまく捕獲すればペナルティをある程度軽減することができる。
  - 問題が再出現する際、ブロックメーターはリセットされる。
- 崩壊するフィールドにプレイヤーが巻き込まれてしまった場合や、問題が出現する際に空きフィールドがなくなりプレイヤーが押し出されてしまったとき、またはフィールドの最端で立ち止まり一定時間が経過したとき（『I.Q REMIX+』のみ）、プレイヤーはステージから落下し、ゲームオーバーとなる。

### 模範歩数とゲームクリア
- 問題ごとに模範歩数が定められており、各問題でいずれかのキューブを捕獲すると歩数の加算が開始され、キューブが1マス進むごとに歩数が加算されていく。その間に、タイミング違いで通常捕獲・アドバンスゾーン捕獲しても加算なく一手として扱われる。
- フォービドゥンキューブ以外のすべてのキューブを捕獲すると、その問題はクリアとなる（キューブをすべて捕獲しても、残ったフォービドゥンキューブに踏みつぶされるとクリアにならない場合がある）。問題をクリアするとフィールドが1行追加される。
  - 模範歩数通りにクリアするとPERFECT!の称号が与えられる。また『I.Q FINAL』以降では、模範歩数を超えてクリアした場合はGREAT!、模範歩数未満でクリアした場合はEXCELLENT!の称号を得られる。
- ステージ内の問題セットをすべてクリアすればステージクリアとなり、次のステージに進める。先に進むにつれ、ステージの距離および幅は少しずつ長くなっていき、問題の難易度も高くなる。
- スコアの加点については、キューブの捕獲で100点（『I.Q FINAL』のみ、アドバンテージキューブの捕獲で200点）。アドバンテージゾーンを使用してキューブを捕獲すると2倍の得点が加算される。先述通り、フォービドゥンキューブは捕獲してもスコアは得られない。
- PERFECT!の称号を得ると5000点（『I.Q FINAL』は10,000点）が加算され、GREAT!で2,000点、EXCELLENT!で15,000点加算される。GREAT!およびEXCELLENT!の無い『I.Q FINAL』以前は、問題クリア時において模範歩数を下回ったときは点数はさらに上がり、模範歩数を1歩でも上回った場合、点数は大幅に下がるように変化する。

### I.Qの算出
- キューブを捕獲したり、問題をクリアし称号を得るごとに得点が加算されていく。また、ステージをクリアしたときのフィールドの行数に応じて1行当たり1,000点のボーナスが加算される。
- すべてのステージをクリアするか、ゲームオーバーになったとき、得点に応じてプレイヤーのI.Qが数値として算出される。この値はあくまでゲームオリジナルの数値であり、実際の知能指数を示すものではない。

### その他テクニック
- キューブの移動を利用したテクニックとして、斜め、もしくは縦に隣接しているキューブは、移動する際に隙間が出来ることを利用してすり抜けたり、キューブ移動時にマーキングを解除した後、キューブが移動する箇所にマーキングを潜り込ませるように設置し即座に解除することで、2、3か所同時に捕獲することが出来る。他にもこれらのゲームの仕様を突いたいくつかのテクニックが存在し、うまく活用することで歩数を大幅に減らすことも可能である。
- 全てのブロックが捕獲可能な面においては、全てのブロックを捕獲後プレイヤーが踏み潰されてもパーフェクト以上の条件を満たしていればパーフェクトを取ることが出来る。これにより、（全てのブロックを捕獲可能な問題は高得点であるため）同じ問題をもう一度出すためにわざと潰されるテクニックも存在する。

### ステージ
全9ステージの1ラウンドノルマ3問の4ラウンド形式（I.Q FINALでは3ラウンド形式）。全ラウンド達成すればステージクリアとなる。9ステージ目の「FINAL」をクリアするとエンディングとなる。さらにI.Q FINALではIQ500以上を獲得して全9ステージをクリアすると、ムービーが流れて上級者向けの「I.Q TEKTONICS」モードのTEKTONICSステージに突入する。「I.Q TEKTONICS」は真の最終ステージであり、高難易度の全20問で構成されている。他にSURVIVALモードを20分以上プレイする事でも出現するが、この場合はムービーが流れない。

## シリーズ一覧
- 『I.Q Intelligent Qube』（PlayStation、1997年1月31日、売上本数101万本）
  - 2018年12月3日に発売された『PlayStation Classic』にも収録されている。
  - ナレーションは中田譲治が担当。
- 『I.Q FINAL』（PlayStation、1998年12月23日）
  - 本作に登場するキャラクターの他、前作のキャラクターも隠しキャラクターとして登場している。
  - ナレーションはピーター・バラカンが担当。
- 『I.Q REMIX+』（PlayStation 2、2000年3月23日）
- 『I.Q Mania』（PlayStation Portable、2006年3月9日）
  - 1作目と『FINAL』のキャラクターが最初から使用可能。
- 『I.Q』（携帯用アプリ）（iモード、EZweb、Yahoo!ケータイ、CLUB AIR-EDGE） - その中でW-ZERO3シリーズ用に配信されたものに限りタッチ操作が可能。